# 比尔西 (涅夫勒省)
比尔西（法語：Bulcy，法語發音：[bylsi]）是法国涅夫勒省的一个市镇，属于卢瓦尔河畔科讷库尔区。

## 地理
比尔西（47°14'37"N, 3°1'43"E）面积8.43 平方千米，位于法国勃艮第-弗朗什-孔泰大區涅夫勒省，该省份为法国中部省份，北至约讷省，西北接卢瓦雷省，西接谢尔省，南至阿列省，东南接索恩-卢瓦尔省，东临科多尔省。
与比尔西接壤的市镇（或旧市镇、城区）包括：卢瓦尔河畔普伊、瓦雷讷莱纳尔西、加尔希、卢瓦尔河畔梅沃、纳尔西。

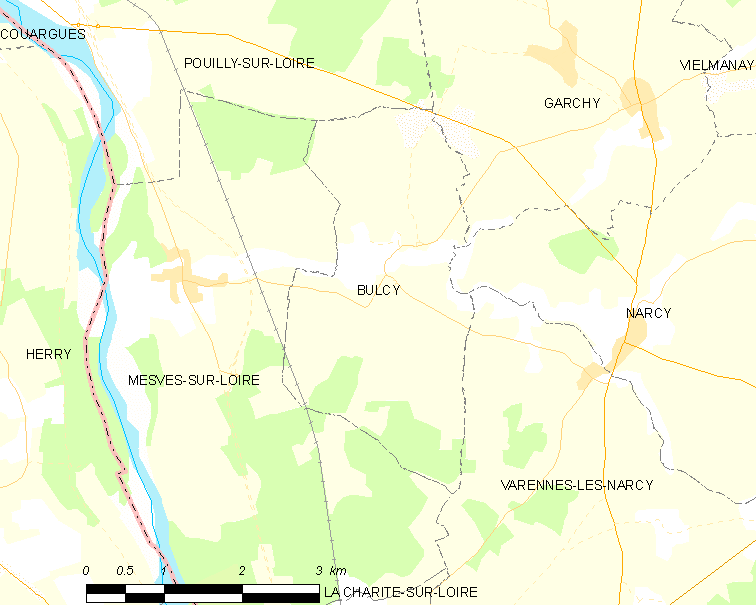
的OSM定位图

比尔西的时区为UTC+01:00、UTC+02:00（夏令时）。

## 行政
比尔西的邮政编码为58400，INSEE市镇编码为58042。

## 政治
比尔西所属的省级选区为卢瓦尔河畔普伊县。

## 人口

1962-2008年间人口变化图示

比尔西于2022年1月1日时的人口数量为144人。